# トリフルノルダゼパム
トリフルノルダゼパム（Triflunordazepam、Ro5-2904）は、GABAA受容体への親和性が高いベンゾジアゼピン誘導体であり、抗てんかん作用を持つ薬物である。